# Lotjärnen
Lotjärnen är en sjö i Sundsvalls kommun i Medelpad och ingår i Ljungans huvudavrinningsområde. Sjön har en area på 0,0962 kvadratkilometer och ligger 133 meter över havet. Sjön avvattnas av vattendraget Lottjärnsbäcken.

## Delavrinningsområde
Lotjärnen ingår i det delavrinningsområde (691732-154531) som SMHI kallar för Utloppet av Lotjärnen. Medelhöjden är 232 meter över havet och ytan är 4,59 kvadratkilometer. Det finns inga avrinningsområden uppströms utan avrinningsområdet är högsta punkten. Lottjärnsbäcken som avvattnar avrinningsområdet har biflödesordning 2, vilket innebär att vattnet flödar genom totalt 2 vattendrag innan det når havet efter 52 kilometer. Avrinningsområdet består mestadels av skog (78 procent). Avrinningsområdet har 0,1 kvadratkilometer vattenytor vilket ger det en sjöprocent på 2,1 procent.